# Abd al-Madżid Tabbun
Abd al-Madżid Tabbun (ur. 17 listopada 1945 w Al-Maszrijji) – algierski polityk, premier Algierii od 25 maja do 16 sierpnia 2017, prezydent Algierii od 19 grudnia 2019.

## Życiorys
Abd al-Madżid Tabbun urodził się mieście Al-Maszrijja w prowincji An-Na’ama. W 1969 roku ukończył finanse i ekonomię w krajowej szkole administracji École nationale d’administration. W latach 70. i 80. zajmował stanowisko sekretarza generalnego prowincji Dżilfa, Adrar, Batina oraz Al-Masila, a następnie stanowisko walego (gubernatora) prowincji Adrar, Tijarat i Tizi Wuzu.
W 1991 roku objął urząd wiceministra spraw wewnętrznych, odpowiedzialnego za społeczności lokalne w rządzie premiera Sida Ahmeda Ghozalego. W 1999 roku pełnił funkcję ministra komunikacji i kultury w rządzie premiera Ahmeda Benbitoura, a następnie ministra społeczności lokalnych (2000–2001) oraz ministra mieszkalnictwa i urbanizacji (2001–2002) w rządach premiera Alego Benflisa.
3 września 2012 objął urząd ministra mieszkalnictwa i urbanizacji w rządzie premiera Abd al-Malika Sallala. Dodatkowo w styczniu 2017 roku objął stanowisko ministra handlu po zmarłym ministrze Bakhtim Belaïbie. Wchodził również w skład Komitetu Centralnego Frontu Wyzwolenia Narodowego.
Po wyborach parlamentarnych, 24 maja 2017 prezydent Abd al-Aziz Buteflika desygnował go na stanowisko szefa rządu. 25 maja 2017 objął urząd i powołał rząd. 15 sierpnia 2017 został odwołany ze stanowiska premiera, oficjalnie złożył urząd następnego dnia.
12 grudnia 2019 zwyciężył w wyborach prezydenckich w Algierii, zdobywając 58,15% głosów. Frekwencja w wyborach wyniosła niecałe 40%. Po ogłoszeniu wyników wybuchły protesty oponentów Tabbuna, którzy zarzucili mu powiązania z oligarchami związanymi z Butefliką.
7 września 2024 został wybrany na drugą kadencję. W wyborach prezydenckich uzyskał 94,65% głosów.